# Jean Durlot
Jean Durlot, né le 30 avril 1907 à Troyes (Aube) et mort le 14 août 1989 à Troyes (Aube), est un homme politique français.

## Détail des fonctions et des mandats
Mandat parlementaire
- 25 novembre 1962 - 2 avril 1967 : Député de la 3e circonscription de l'Aube